# حريق الحمدانية
اندلع حريقٌ يوم 26 أيلول/سبتمبر 2023 في قاعة زفاف بقضاء الحمدانية التابع لمحافظة نينوى في العراق ما تسبب في مقتل حوالي 122 شخصاً، وإصابة 82 شخص.

## خلفية
حضرَ نحوُ 900 مدعوّ إلى حفل زفاف، لعروسين مسيحيَين اسم العريس إيفان، واسم العروس حنين، من عائلة مصلاوية في قضاء الحمدانية في قاعة الهيثم في ساعات متأخرة من مساء يوم 26 أيلول/سبتمبر 2023، وأثناء الحفل شبَّ حريقٌ في سقف القاعة، بسبب إطلاق الألعاب النارية. الألعاب النارية ولدت طاقة حرارية عالية جداً وقد استخدمت داخل القاعة، حيث أن الديكور الموجود في سقف القاعة حساس للحرارة وقابل للاشتعال، إضافة إلى أن أرضية القاعة أيضاً سريعة الاشتعال، كما أن القاعة تحتوي على مخزن يضم كميات كبيرة من الكحول. وتوسّعت ألسنة اللهب بسببِ المواد المصنوعةِ منها سقف القاعة والتي هي في الأصل مخالفة لشروط السلامة، وهو ما ساهمّ في انتشار النيران في جميع جوانب القاعة، ما أدى إلى الانهيارِ الكلّي والكامل للسقف، فحُوصِر الحاضرون تحتها فيما ازدحمَ آخرون بالعشرات أمام مخرج الطوارئ. أدى الحريق إلى مقتل 122 شخصًا وإصابة 82 آخرين.

## الحداد

تجمع لتشييع ضحايا الحريق بالحمدانية يوم 27 أيلول 2023

أعلن رئيس الوزراء العراقي محمد شياع السوداني حدادًا مدة 3 أيام على أرواح الضحايا في عموم البلاد، كما أعلن محافظ نينوى نجم الجبوري الحداد مدة أسبوعٍ كامل وتأجيلِ كلّ الاحتفالات إلى إشعار آخر إضافة إلى إقامة دقيقة صمت وحداد في كافة دوائر ومؤسسات محافظة نينوى.

## ردود الفعل

### شخصيات
- نشرَ رئيس الجمهورية العراقي عبد اللطيف رشيد تغريدة له على موقع إكس/تويتر كتبَ فيها: «فاجعة مؤلمة لأبنائنا في قضاء الحمدانية إثر الحريق الذي طال تجمعًا لحفل زفاف، حادث اعتصر قلوبنا وقلوب كل العراقيين حزناً»، وأكد «على ضرورة فتح تحقيق ومعرفة ملابسات الحادث واتخاذ كافة إجراءات السلامة لمنع تكراره».[7]
- أعرب المرجع الديني، علي السيستاني، «عن بالغ الأسى والأسف لحادث الحريق المروّع الذي وقع في قضاء الحمدانية».[9]

### منظمات ووزارات
- وجه ديوان الوقف السني بإلغاء جميع احتفالات المولد النبوي الشريف حدادًا على أرواح ضحايا الحمدانية.[10]

### التأثير
أثار حادث الحريق موجة من الحزن والألم في العراق. وأعرب رئيس الوزراء العراقي، محمد شياع السوداني، عن تعازيه لأسر الضحايا وأعرب عن تضامن الحكومة معهم في هذا الوقت الصعب. كما أمر بفتح تحقيق شامل لمعرفة ملابسات الحريق والتأكد من عدم تكرار مثل هذه الحوادث المأساوية في المستقبل.

### العواقب والتحقيق
استجابت الحكومة العراقية بسرعة للحادث واتخذت إجراءات احترازية لمنع تكرار حوادث الحريق في الأماكن العامة، بما في ذلك حظر استخدام الألعاب النارية في الأماكن المغلقة. وتهدف هذه الإجراءات إلى ضمان سلامة الناس والممتلكات في المستقبل.

#### وصف الأرض
الحمدانية واسمها أيضاً بغديدا هي بلدة ذات أكثرية سكانية مسيحية، اضطروا إلى النزوح عنها بعد احتلال تنظيم داعش لبلدتهم سنة 2014، ثم عاد أهل الحمدانية تدريجياً وأصبح عددهم 26 ألف ساكن، وفي 29 أيلول سنة 2023 قال وزير الداخلية عبد الأمير الشمري إن "قاعة الهيثم بنيت عام 2013 بالتجاوز على أرض زراعية، الوحدة الإدارية في الموقع ترى وتسمع إلا أنها لم تتحرك لإيقاف عمل هذا المشروع أو إزالته، صاحب القاعة ليس لديه إجازة ممارسة مهنة منذ 10 أعوام". وفي اليوم نفسه قال الدفاع المدني "قاعة الهيثم لم تحصل على تراخيص بناء أو موافقات على إنشائها".

#### التحقيق
أعلنت وزارة الداخلية عن اعتقال 14 شخصاً، "بينهم 10 عمال وصاحب القاعة و3 متورطين بإشعال الألعاب النارية خلال الحادث"، وفي 1 تشرين الأول سنة 2023 أعلنت وزارة الداخلية نتائج التحقيق، وبينت أن سببه مصدر ناري لامس مواد سريعة الاشتعال، أكدت أن الحادث غير متعمد وهناك قصور من أصحاب قاعة العرس. أدى إلى وفاة 107 أشخاص و 82 مصاباً. لاحقاً ازداد عدد الوفيات نتيجة وفاة عدد من الجرحى.